# Wilhelm Gottlieb Becker

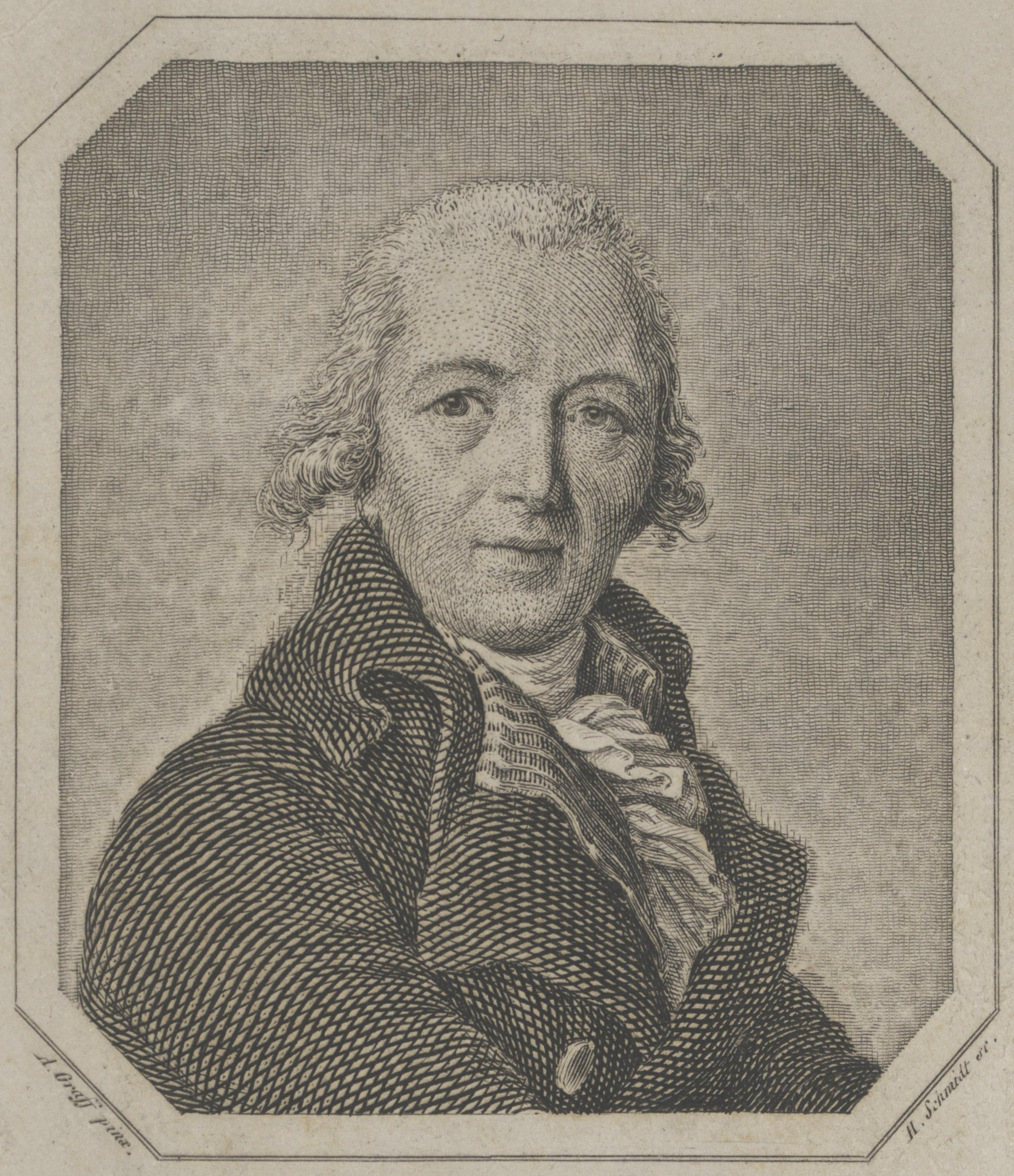
Becker nach einem Porträt von Anton Graff

Wilhelm Gottlieb Becker (* 4. November 1753 in Obercallenberg; † 3. Juni 1813 in Dresden) war Belletrist und Kunstschriftsteller.

## Leben
Wilhelm Gottlieb Becker lehrte seit 1776 am Philanthropinum Dessau, wurde 1782 Professor an der Ritterakademie zu Dresden. Er erhielt 1795 die Aufsicht über die Dresdner Antikengalerie und das Münzkabinett und vereinigte damit seit 1805 diese über das Grüne Gewölbe. Er starb am 3. Juni 1813 in Dresden.

## Werke

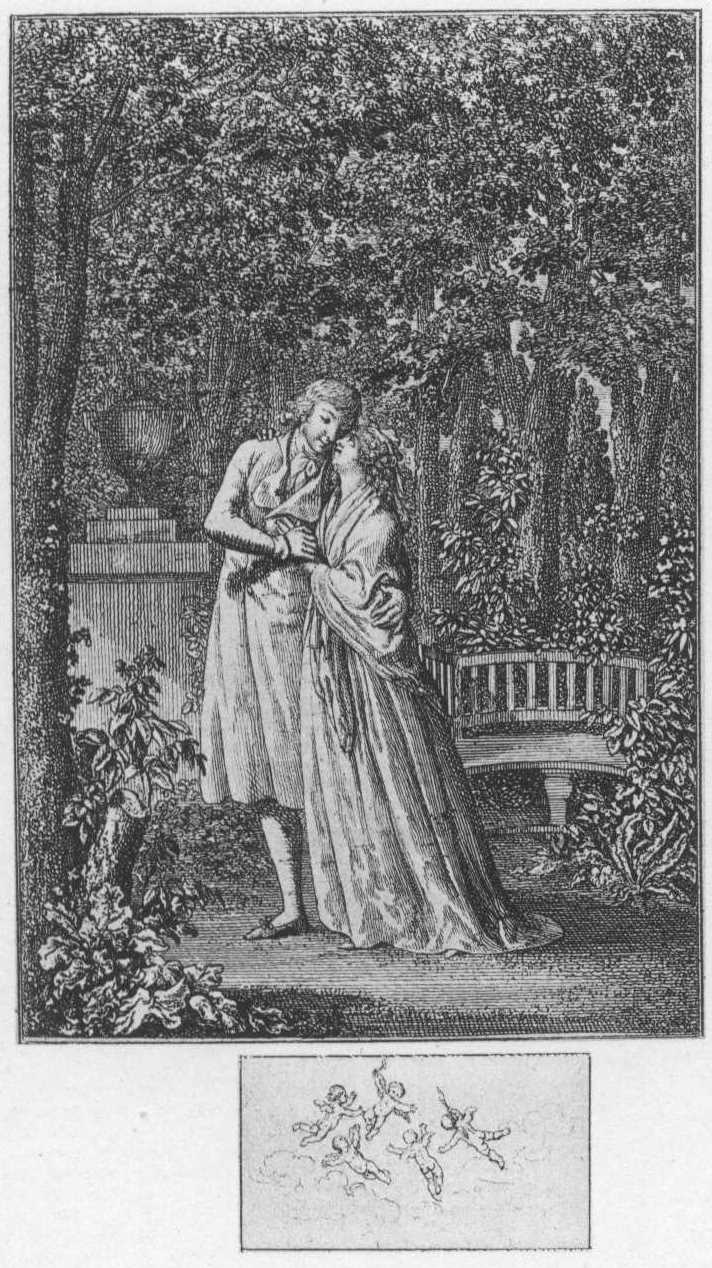
Titelkupfer zu „Die Brautwerbung“ von Daniel Chodowiecki

Viele seiner Gedichte und Erzählungen sind enthalten im Taschenbuch zum geselligen Vergnügen (Leipzig 1791 bis 1814), den
Erholungen (Leipzig 1796–1810) und den Neuen Erholungen (1808–1810)
- Taschenbuch zum geselligen Vergnügen in der Google-Buchsuche
- Erholungen, Band 1 in der Google-Buchsuche

Anerkennung fand sein Augusteum, Dresdens antike Denkmäler enthaltend (Dresden 1805–1809, 2 Bde.; 2. vermehrte Aufl. von seinem Sohn W. A. Becker, Leipz. 1832–37, mit 162 Kupfertafeln):
- Band 1 in der Google-Buchsuche
- Band 2 in der Google-Buchsuche
- Band 3 in der Google-Buchsuche

- Das Seifersdorfer Thal / Von W. G. Becker. [Darnstedt ...]. - Leipzig : Voß und Leo, 1792. Digitalisierte Ausgabe der Universitäts- und Landesbibliothek Düsseldorf